# Three Little Birds
A "Three Little Birds" Bob Marley 1977-es Exodus albumáról készült kislemez. Ez Bob Marley egyik legnépszerűbb dala. A kislemez 1980-ban jelent meg, és bekerült az Egyesült Királyságban jegyzett akkori 20 legjobb közé, legjobb helyezése a 17. volt. A számot több más előadó is feldolgozta. Az egyik leghíresebb feldolgozás a brit Connie Talboté. Ez a feldolgozás 2008-ban első helyen is állt a Billboard Hot 100 eladási listán.

## Klip
A klipben egy fiatal lány szerepel, amint épp átkel az úttesten, egy televíziót visz magával, melyen Bob Marley képei, kézzel rajzolt madarak és a dal szövege jelenik meg. A klip végén a lány megpróbál egy abroncsok nélküli autót elindítani.

## Feldolgozások

### Ismételt megjelenések
- Robbie Williams koncert-DVD-jén előadja a dalt.
- Gilberto Gil felvette, és kislemezként megjelentette a dalt.
- Connie Talbot 2008. júniusban megjelentette az első, Over the Rainbow című lemezéről ezt és még egy dalt tartalmazó kislemezét.
- A The Postmarks ezt a dalt 2008-as By the Numbers című albumán feldolgozta
- Az Alvin and the Chipmunks elkészítette a 2008-ban Alvin and the Chipmunks: Undeniable című lemezükre a dal saját feldolgozását.
- Jason Mraz az "I'm Yours" című dallal közösen elő szokta adni koncertjein.
- Egy másik híres feldolgozás a Panic! At the Disco frontemberéé, Brendon Urie-é, mely a YouTube-on keresztül vált nagyon ismertté.
- Monty Alexander 1992-ben rögzítette a dal egy változatát, s ezt 1999-ben kiadta kislemezen.

### Filmváltozatok
- Ziggy Marley & Sean Paul rögzítettek egy feldolgozást a Cápamese zenéjének.
- A Disney vállalat A kis hableány című meséjében Szebesztián ezt a dalt is énekli.
- A dal hosszasan szerepel a Legenda vagyok című filmben, ahol Will Smith ezt a dalt hallgatja és énekli.
- Three Little Birds Gerald Hausman és Cedella Marley gyermekkönyve, Mariah Hausman illusztrációival.

## Connie Talbot változata
Connie Talbot gyermekénekes első kislemezeként 2008. június 10-én jelent meg a "Three Little Birds". A dal a 2007-es Over the Rainbow című lemezéről származik. Talbot a kislemez népszerűsítése érdekében Jamaicán egy klipet készített. Ez a dalfeldolgozás a UK Independent Singles Charton harmadik, a Billboard Hot 100-on az Amerikai Egyesült Államokban első helyet ért el.

### Háttér
Miután a Britain's Got Talent első sorozatában híres lett, Talbot a Rainbow Recording Companyvel kötött szerződést. És nekiláttak első lemeze, az Over the Rainbow elkészítésének. A lemez nagyrészt karácsonyi témájú dalokat tartalmazott, és az első, kislemezt, melyen az "Over the Rainbow" és a "White Christmas" szerepelt volna, 2007. december 3-ra tervezték. Ezt azért, hogy először a lemez jelenjen meg, elhalasztották. A lemezt oismét kiadták, de ezen pár karácsonyi számot általánosabb témájúval helyettesítettek, s az új dalok közül az egyik Bob Marley "Three Little Birds" című dalának a feldolgozása lett. A dalokat Talbot és háttércsapata közösen válogatta ki. Először Talbot és családja írt "egy listát, hogy Talbot milyen dalokat ékelne a születésnapi partiján", majd ezt követően a csoport "hosszan és mélyen elgondolkodott", hogy minél több felnőtteknek szóló dalt is bele tegyenek. Ezek között szerepelt az "I Will Always Love You", amit Talbot ellenzett. A lemez dalait egy hálószobai stúdióban, a "a kunyhóban" rögzítették.

### Megjelenés és fogadtatás
A "Three Little Birds", Talbot első kislemeze 2008. június 10-én jelent meg az Egyesült Királyságban, és október 14-én az Egyesült Államokban. Rashvin Bedi, a The Star maláj újság egyik cikkírója azt mondta, a "Three Little Birds" volt az Over the Rainbow lemezen a kedvenc dala. Az Egyesült Királyságban vezetett Independent Singles Chartspn a harmadik helyezés volt a legjobb, amit elért, a Billboard Hot 100listáján pedig a második helyen kezdett, de a következő héten a harmadik helyre csúszott vissza. Ezután ismét második lett, majd a hatodik héten ez a kislemez vezette a listát. Talbotot a kislemez sikere miatt elkezdte felkapni a brit sajtó, – többek között a Daily Mail és a Daily Telegraph – s sikerét a keresztény piacokon történt megjelenés jó időzítésének és a YouTube-on megjelent videók sikerének tulajdonítják. Talbot apja, Gavin, mikor a dal listavezető lett, ezeket mondta: "Mikor erről telefonon értesítettek minket, éppen hazafelé tartottunk Londonból egy rádióinterjú-sorozatról, s Connie a hátsó ülésen aludt. Mikor megmondtuk neki, könnyedén vette a hírt. Még mindig nem tudom elhinni, hogy Amerikában listavezető. Mindannyian nagyon büszkék vagyunk rá. Ez nagy eredmény. Az emberek már csípik." Hozzátette, hogy "meglepetésszerű volt hallani, hogy első helyen áll. Ez óriási." 2008 novemberéig a kislemezből világszerte több mint 250.000 példányt adtak el.

### Klip
2008. március végén, április elején Jamaicában leforgatták a dal klipjét. Talbottól a következőt idézték: "Az idén az volt a legjobb, hogy elmentem Jamaicára." A klip elején Talbot keresztülugrál egy kerten, majd a kép átváltozik, s ezután a tengerparton énekel. Ezután egy olyan gyerekkel kezd el játszani, akinek a szülei vitatkoznak. Ezután másokkal közösen a mezőn játszanak, majd a tengerparton táncolnak. Utána a gyerekek egy színpadhoz mennek, ahol Talbot előad, a többiek pedig énekelnek és hangszereken játszanak. A klip végén ismét a kert a helyszín, ahol Talbot ugrálva távolodik a kamerától. A kislemez amerikai sikerét követően a Daily Mail a YouTube-on megjelent videóknak tulajdonítja, s megemlíti, hogy a "Three Little Birds" klipjeit több mint 82 millió alkalommal nézték meg.

### Sikerlistákon
| Lista                      | Ország             | Legjobb helyezés | Dátum              |
| Independent Singles Charts | Egyesült Királyság | 3                | 2008. június 20.   |
| Hot Singles Sales          | USA                | 1                | 2008. november 27. |

### Zeneszámok listája
| #  | Cím                | Szerzők        | Zene         | Hossz |
| 1. | Three Little Birds | Bob Marley     | Bob Marley   | 3:08  |
| 2  | You Raise Me Up    | Brendan Graham | Rolf Løvland | 4:04  |

## Fordítás
- Ez a szócikk részben vagy egészben  a   Three Little Birds című angol Wikipédia-szócikk ezen változatának fordításán alapul.  Az eredeti cikk szerkesztőit annak laptörténete sorolja fel. Ez a jelzés csupán a megfogalmazás eredetét és a szerzői jogokat jelzi, nem szolgál a cikkben szereplő információk forrásmegjelöléseként.

## Külső hivatkozások
- Talbot "Three Little Birds" klipje a YouTube-on